# Exarchat (Kirchenwesen)
Ein Exarchat ist eine Diözese einer Ostkirche in der Diaspora, unterscheidet sich sonst aber kaum von einer Eparchie im Stammgebiet der Kirche. Beide Jurisdiktionsformen entsprechen dem „Bistum“ der Lateinischen Kirche. Der Diözesanbischof trägt den Titel Exarch.
Ein Exarchat wird für Gläubige außerhalb des angestammten Territoriums einer Kirche eingerichtet und kann sich über ein sehr großes Gebiet erstrecken, auch über mehrere Staaten, beispielsweise das Apostolische Exarchat Deutschland und Skandinavien oder das Exarchat der orthodoxen Gemeinden russischer Tradition in Westeuropa.
Der Name ist abgeleitet von dem byzantinischen Verwaltungsdistrikt Exarchat.

## Katholische Ostkirchen
Die Exarchate der Katholischen Ostkirchen bestehen in drei unterschiedlichen Jurisdiktionsformen, das Apostolische Exarchat untersteht direkt dem Apostolischen Stuhl, das Erzbischöfliche Patriarchat und das Patriarchal-Exarchat dem Großerzbischof oder Patriarchen einer Kirche eigenen Rechts.
Die katholischen Exarchate liegen oftmals in Gebieten, in denen auch eine lateinische Hierarchie besteht, die Territorien sind aber jeweils unabhängig voneinander abgegrenzt.